# لیک توماهاک (اوهایو)
لیک توماهاک (به انگلیسی: Lake Tomahawk) یک منطقهٔ مسکونی در ایالات متحده آمریکا است که در اوهایو واقع شده‌است. لیک توماهاک ۲٫۷ کیلومتر مربع مساحت و ۴۸۵ نفر جمعیت دارد و ۳۶۰ متر بالاتر از سطح دریا واقع شده‌است.